# Koki Sugimori
Koki Sugimori (杉森 考起 Sugimori Koki?), född 5 april 1997 i Aichi prefektur, är en japansk fotbollsspelare.
Sugimori började sin karriär 2014 i Nagoya Grampus. 2018 blev han utlånad till FC Machida Zelvia. Han gick tillbaka till Nagoya Grampus 2019. 2020 flyttade han till Tokushima Vortis.